# Poppea flavipes
Poppea flavipes är en insektsart som beskrevs av Albino Morimasa Sakakibara och Remes-lenicov 1973. Poppea flavipes ingår i släktet Poppea och familjen hornstritar. Inga underarter finns listade i Catalogue of Life.